# World Team Challenge 2013
Die 12. World Team Challenge 2013 (offiziell: R(H)EINPOWER-Biathlon-WTC 13) war ein Biathlonwettbewerb, der am 28. Dezember 2013 in der Veltins-Arena in Gelsenkirchen stattfand.
Gewonnen hat das deutsche Team mit Florian Graf und Laura Dahlmeier. Es konnte somit zum zweiten Mal nach der Premiere 2002 ein deutsches Team den Event gewinnen, nachdem 2009 zwischenzeitlich Kati Wilhelm an der Seite von Christoph Sumann erfolgreich war.
Das erstplatzierte Team erhielt eine Siegprämie in Höhe von 28.000 Euro. Für die Zweiten gab es 22.000 Euro und für die Dritten 20.000 Euro. Der 4. Platz wurde mit 18.000 Euro, der 5. Platz mit 16.000 Euro, der 6. Platz mit 12.000 Euro, sowie der 7. bis 10. Platz mit jeweils 10.000 Euro vergütet.

## Teilnehmer
Es gingen insgesamt zehn geladene Teams mit Teilnehmern aus acht Nationen an den Start. Neben Deutschland war auch Norwegen mit zwei Teams vertreten.

## Ergebnisse
| Platz | Name                                  | Land           | Zeit (min) |
| ----- | ------------------------------------- | -------------- | ---------- |
| 1     | Laura Dahlmeier / Florian Graf        | Deutschland I  | 32:28,1    |
| 2     | Olena Pidhruschna / Andrij Derysemlja | Ukraine        | +0:04,7    |
| 3     | Teja Gregorin / Jakov Fak             | Slowenien      | +0:16,5    |
| 4     | Fanny Horn / Emil Hegle Svendsen      | Norwegen I     | +0:38,2    |
| 5     | Tora Berger / Henrik L’Abée-Lund      | Norwegen II    | +0:42,4    |
| 6     | Gabriela Soukalová / Ondřej Moravec   | Tschechien     | +0:53,9    |
| 7     | Dorothea Wierer / Lukas Hofer         | Italien        | +1:28,4    |
| 8     | Andrea Henkel / Andreas Birnbacher    | Deutschland II | +1:29,0    |
| 9     | Lisa Hauser / Dominik Landertinger    | Österreich     | +2:06,3    |
| 10    | Jekaterina Jurlowa / Maxim Tschudow   | Russland       | +2:27,2    |